# ماريا مارين
ماريا مارين (4 نوفمبر 1995 - ) (بالإسبانية: María Marín) هي لاعبة كرة طائرة كولومبية.

## وصلات خارجية
- ماريا مارين على موقع الاتحاد الأوروبي (الإنجليزية)
- ماريا مارين على موقع عالم الكرة الطائرة (الإنجليزية)